# Ливская кухня
Ливская кухня (лив. līvõd kēk) — традиции приготовления пищи и национальных блюд ливов. Традиционное меню ливов состояло из местных продуктов. Сельскохозяйственные земли были скудными, поэтому урожаи зерна и картофеля были низкими. Ливы пополняли запасы сельскохозяйственных продуктов у местных фермеров, обменивая их на рыбу. Основу рациона ливов составляли злаки — хлеб и жидкая или густая каша. Хлеб пекли из разной муки, но ежедневно ели ржаной ферментированный хлеб. К празднику также пекли различные лепешки из ржаной муки. Особой популярностью пользовались скландраусисы из пресного ржаного теста, которые пекли на Рождество и свадьбу. С 2013 года скландраусис был признан на уровне Европейского союза как продукт с гарантированными традиционными составляющими и внесён в Европейский регистр продуктов с гарантированными традиционными особенностями.
Ливские фермеры держали мало коров, которые из-за плохого выпаса давали мало молока. Для питья использовали простоквашу, которую также использовали для получения сливок, а затем масла. Творог делали нечасто и мало, потому что лишней простокваши практически не было. По этой причине творог (сыр) также был крайне редким явлением. Самыми распространенными молочными продуктами и напитками были кислые каши (ферментированная ячменная крупа, приготовленная на воде с молоком или с кислым молоком).
Так как скота было мало, то и мяса, и мясных блюд было мало. Во время убоя из мяса готовили супы, холодное мясо и некоторые колбасы. Большую часть мяса заготавливали впрок, солили и сушили. Для ливской кухни также было характерно добавление мяса к рыбным блюдам (например, обливание жареным свиным салом), чтобы придать им вкус мяса.
Картофель давал хороший урожай в песчаной почве морского побережья, во второй половине XIX века он становился всё более популярным у ливов. Ливы из картофеля делали отварную кашу, запекали лепешки и делали вареники. Картофель варили в основном целиком. В домах ливов готовили и разные супы — мясные, рыбные, гороховые, фасолевые, капустные и т. Д. Если суп был мясным, то молоко не добавляли. Если мяса не было, то в почти готовый суп добавляли молоко. Рыбный суп готовили с молоком или без него.
Рыба играла важную роль в диете ливов. Её запекали (на вертеле над угольным очагом или в духовке), коптили (горячее и холодное копчение), солили.